# 阿爾巴尼亞國家歷史博物館
國家歷史博物館是位於阿爾巴尼亞地拉那市中心斯堪德培廣場旁邊的一座歷史博物館，也是阿爾巴尼亞全國面積最大的博物館，

## 历史
始建於仍是共產時期的1981年10月28日，面積27,000平方公尺。博物館分為古代、中世紀、阿爾巴尼亞文化、阿爾巴尼亞在二戰期間的抵抗以及紀念共產主義下的受害者和共產時期政權的黑慕恐怖等多個展區。

## 外部連結
- Official webpage in English
- www.mhk.gov.al （页面存档备份，存于） (Albanian)